# Kristin Rohde
Kristin Rohde, född 22 februari 1964 i New York, död 5 december 2016 i Suffolk County, New York, var en amerikansk skådespelare. Hon är främst känd för rollen som fängelsevakten Claire Howell i dramaserien Oz.